# 特爾塞
特爾塞是克羅埃西亞城市里耶卡的一個地區。特爾塞擁有歷史悠久的城堡和教堂。在2003年，由於教皇若望·保祿二世曾經到訪這裡，特爾塞成為一個克羅埃西亞基督教徒重要的朝聖中心。

## 外部連結
- Kvarner Cultural History at Kvarner.hr
- Votive chapel of gifts at Mary's Trsat sanctuary near Rijeka （页面存档备份，存于） at Croatia.org
- Rijeka, Trsat Webcam at Rijeka.hr, the official website of Rijeka

45°20′N 14°28′E / 45.333°N 14.467°E